# Agnia casta
Agnia casta är en skalbaggsart som beskrevs av Newman 1842. Agnia casta ingår i släktet Agnia och familjen långhorningar.
Artens utbredningsområde är Filippinerna. Inga underarter finns listade i Catalogue of Life.